# Ocell sedós del Japó
L'ocell sedós del Japó (Bombycilla japonica) és una espècie d'ocell de la família dels bombicíl·lids (Bombycillidae). Es troba a l'est del continent asiàtic. Habita els boscos temperats i boreals. El seu estat de conservació es considera gairebé amenaçat.